# Machiel Evert Noordeloos
Machiel Evert Noordeloos (* 16. April 1949 in Den Haag), Rufname Chiel, ist ein niederländischer Mykologe. Sein offizielles botanisches Autorenkürzel lautet „Noordel.“.

## Leben
Machiel E. Noordeloos studierte an der Universität Leiden und absolvierte dort 1971 sein Diplom (Kandidaatsexamen). Anschließend war er von 1971 bis 1975 an dieser Universität bei Robert Hegnauer als Assistent am Labor für experimentelle Pflanzensystematik beschäftigt und legte im Jahr 1975 seine Dissertation (Doctoraalexamen) ab. Danach führte er von 1975 bis 1981 am dortigen Rijksherbarium ein Postgraduales Studium zum Ph.D. Gegenstand seiner Promotionsarbeit war die Systematik und Verbreitung der Rötlinge (Entoloma, nl: Satijnzwammen) in Europa. Zwischen 1981 und 1987 war Noordeloos als Post-Doktorand am Rijksherbarium mit drei aufeinanderfolgenden Stipendien der Niederländischen Organisation für wissenschaftliche Forschung für das Projekt Flora agaricina neerlandica tätig. Von 1987 bis 1991 war er als Leiter der mykologischen Abteilung des Pflanzenschutzamtes in Wageningen beschäftigt. 1991 kehrte er nach Leiden zurück, wo er seitdem am Nationalherbarium der Niederlande als Senior Researcher bzw. außerordentlicher Professor tätig ist.

## Schaffen
Noordeloos ist Experte für die Taxonomie der Pilze, vor allem für Agaricales und Boletales. Er befasst sich dabei besonders mit den Pilzgattungen Rötlinge (Entoloma), Milchlinge (Lactarius), Scheinhelmlinge (Hemimycena), Kahlköpfe (Psilocybe) und Raufußröhrlinge (Leccinum). Einige Arbeiten resultierten in Monografien. Darüber hinaus ist er an dem Projekt Flora agaricina neerlandica beteiligt. Noordeloos forscht seit 1975 außerhalb Europas vor allem in Nordamerika, Afrika, Australien und Neuseeland.
Von 1994 bis 2000 war Noordeloos Schatzmeister der Internationalen Mykologische Vereinigung. Im Jahr 2009 erhielt er den Clusius-Preis von der Ungarischen Mykologischen Gesellschaft.
Noordeloos ist Namenspate der beiden Pilzarten Noordeloos' Rötling (Entoloma noordeloosii) und Entoloma machieli.

## Schriften (Auswahl)
- Entoloma (Agaricales) in Europe. Beiheft der Nova Hewigia 91. J. Cramer, Berlin/Stuttgart 1987.
- Entoloma s.l. Fungi Europaei, Band 5. Edizioni Candusso, Alassio (Italien). 1992.
- Bestimmungsschlüssel zu den Arten der Gattung Entoloma (Rötlinge) in Europa. IHW Verlag, Eching 1994.
- Entoloma s.l. Supplement. Fungi Europaei, Band 5A. Edizioni Candusso, Alassio (Italien). 2004, ISBN 88-901057-4-7.
- mit C. Bas und anderen: Flora agaricina neerlandica. CRC Press, Florida (USA) 1998–2005 (mittlerweile 6 Bände – Stand 2011).
- Strophariaceae s. l. In: Fungi Europaei 13. Edizioni Candusso, Alassio (Italien) 2011, ISBN 978-88-905310-0-2 (Gattungen: Stropharia, Leratiomyces, Hemistropharia, Hypholoma, Deconica, Psilocybe, Pholiota, Flammula, Hemipholiota, Kuehneromyces, Meottomyces und Phaeonematoloma. 648 Seiten, 43 Mikrozeichnungen und 377 Farbfotos).